# Torta delle rose
La torta delle rose o torta a rose è un dolce tipico della cucina mantovana e cucina bresciana ed è realizzata con pasta lievitata ricca di burro e zucchero che viene arrotolata e disposta nella teglia assumendo la caratteristica forma di un cesto di boccioli di rose, da cui il nome.

## Storia
Con l'arrivo di Isabella d'Este nel 1490, che divenne marchesa consorte di Mantova sposando Francesco II Gonzaga, la cucina mantovana venne influenzata da quella emiliana: la marchesa si avvalse infatti della consulenza di Cristoforo di Messisbugo, cuoco dei signori di Ferrara, che pare avesse creato appositamente per lei la "torta delle rose".
Una teoria più radicata e sostenuta dai disciplinari odierni, descrive l’origine del dolce nelle zone del Basso Garda, area in cui, fino al 1430, il ducato di Mantova controllava il triangolo composto da Lonato, Calvisano e Medole
.